# Конота бразильська
Коно́та бразильська (Psarocolius bifasciatus) — вид горобцеподібних птахів родини трупіалових (Icteridae). Мешкає в Амазонії.

## Опис
Бразильські коноти є одними з найбільших горобцеподібних птахів Південної Америки, поряд з білоокими красочубами (Cephalopterus ornatus). Довжина самців цього виду становить 52 см, самиць 41 см, самці важать 550 г, самиці 260 г. Голова, шия, плечі і груди у представників номінативного підвиду чорні, у представників підвиду P. b. neivae темно-оливкові, у представників підвиду P. b. bifasciatus оливкові. Спина, крила і живіт коричневі. Крайні стернові пера жовті, нижня сторона хвоста жовта. На щоках плями голої рожевої шкіри. Очі карі, дзьоб міцний, чорний з оранжевим кінчиком.

## Підвиди

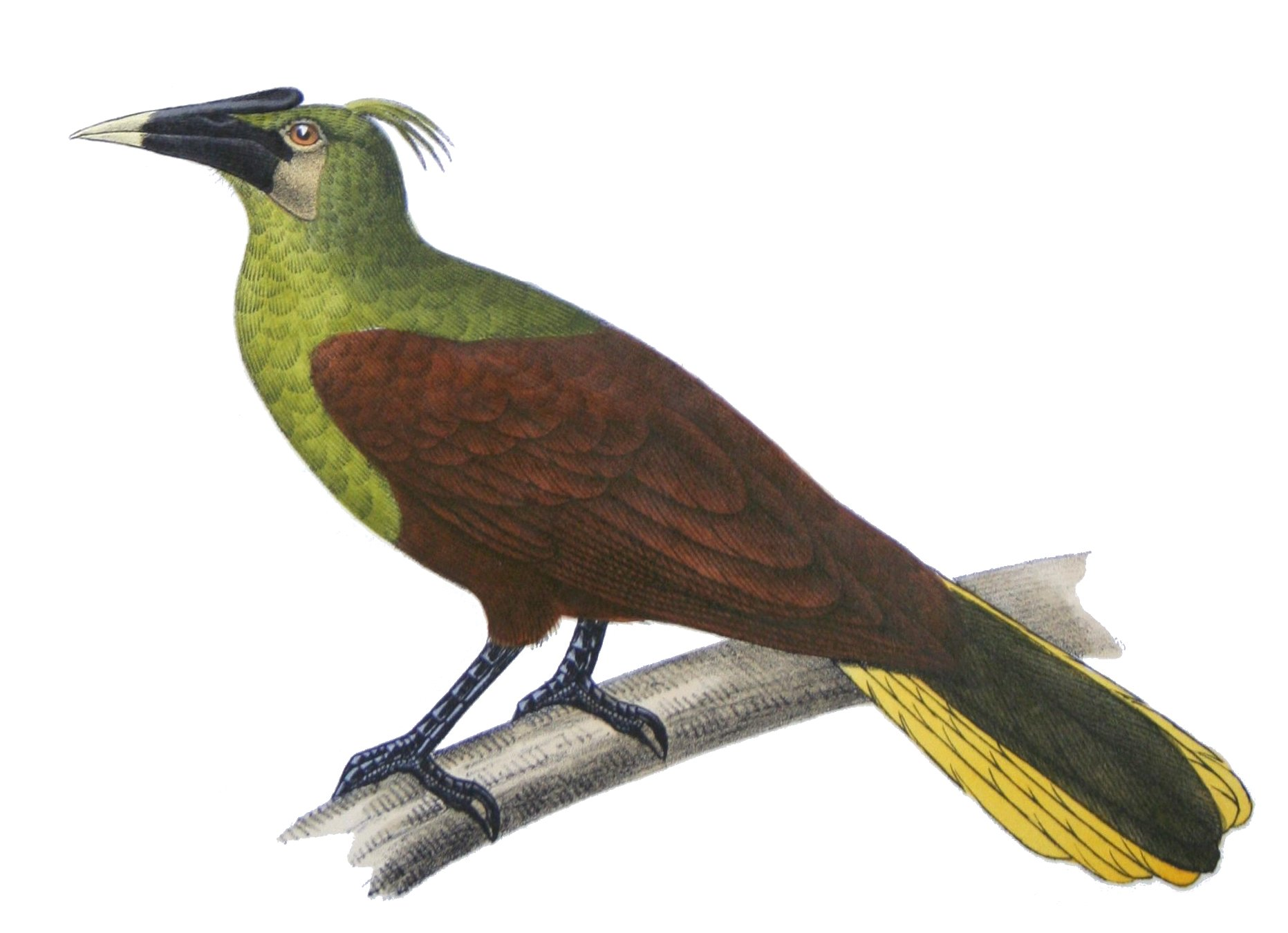
Бразильська конота

Виділяють три підвиди:
- P. b. yuracares (d'Orbigny & Lafresnaye, 1838) — від південно-східної Колумбії до південної Венесуели, східної Болівії і заходу Бразильської Амазонії;
- P. b. neivae (Snethlage, E, 1925) — Бразильська Амазонія (на південь від Амазонки, від Тапажоса до Шінгу);
- P. b. bifasciatus (Spix, 1824) — Бразильська Амазонія (на південь від Амазонки, на схід від Токантінса).

Деякі дослідники виділяють підвиди P. b. yuracares і P. b. neivae у окремий вид коноту амазонійську (Psarocolius yuracares).

## Поширення і екологія
Бразильські коноти мешкають у Венесуелі, Колумбії, Еквадорі, Перу, Болівії і Бразилії. Вони живуть в кронах вологих рівнинних і заболочених тропічних лісів, на узліссях і галявинах. Зустрічаються поодинці або парами, іноді невеликими зграйками. Іноді бразильські коноти приєднуються до змішаних зграй птахів. Вони живляться великими комахами, дрібними хребетними, плодами і нектаром. Гніздяться невеликими колоніями, які нараховують приблизно 5 птахів. Гнізда мають мішечкоподібну форму, довжиною 60-180 см, птахи плетуть їх з рослиних волокон і лоз і підвішують на деревах.